# Windows 10 Lean
Windows 10 Lean (conocido anteriormente como Windows 10 S o Windows 10 Cloud) es una edición del sistema operativo Windows 10 preparada para el ámbito educativo, tabletas de bajo rendimiento y máquinas virtuales desarrollado por Microsoft.
Hasta la Fall Creators Update, la edición solo podía ejecutar aplicaciones que se encuentran disponibles en la Tienda, sean Win32 (convertidas con Centennial) o aplicaciones AppX (para escritorio o para ARM). El sistema se pudo actualizar de forma gratuita a Windows 10 Pro hasta el 30 de marzo de 2018. Está versión incluye una suscripción gratis de Minecraft Education Edition y una gratis de Office 365 for Education.

## Historia
Esta edición de Windows 10 se mostró al público el 7 de julio de 2013 en un evento dedicado a la educación. Las primeras referencias aparecieron en enero de 2017 en la build 15019, en la que se mencionaban tres nuevas versiones de Windows cuyo punto en común era la palabra Cloud.
Posteriormente, en la build filtrada 15025, del 3 de febrero de 2017, la cual probaba las nuevas funciones del sistema operativo en fase inicial de desarrollo, se comprobó la ausencia de la capacidad de ejecutar aplicaciones clásicas escritorio así como de utilizar PowerShell. También se descubrió la posibilidad de actualizar a la versión Windows 10 Pro.
En la demostración del 7 de julio de 2013, Microsoft anunció las capacidades orientadas al ámbito educativo como protección infantil (como es el caso de la capacidad de solo ejecutar aplicaciones descargables desde la tienda) y las suscripciones gratuitas de Minecraft Education Edition y Office 365 for Education.
Debido a la limitación de Windows 10 S se puede considerar el sucesor de Windows RT, aunque no está restringida a dispositivos ARM. Está diseñada para dispositivos para las escuelas, como la Surface y otras tabletas.
Después de que Microsoft anunciara que Windows 10 S dejaría de ser una edición y se convertiría en un modo para las todas ediciones, Microsoft ha estado desarrollando Windows 10 Lean como una edición nueva aunque está basada en el mismo Windows 10 S. Windows 10 Lean no está restringido a aplicaciones de la tienda y, a diferencia de Windows 10 S, el ámbito al que se cree que Lean está destinado es a tabletas de procesadores de bajo rendimiento, poco almacenamiento y máquinas virtuales.